# Joseph Marchand Du
Thánh Joseph Marchand Du (còn gọi là Giuse Du, Cố Du, sinh 17 tháng 8 năm 1803 - mất 30 tháng 11 năm 1835) là một nhà truyền giáo người Pháp đến Việt Nam và là thành viên của Hội Thừa sai Paris. Ông đã được Giáo hội Công giáo Rôma tuyên thánh và ngày lễ kính được cử hành vào ngày 30 tháng 11 hằng năm.
Sử nhà Nguyễn gọi ông là nghịch Du, Phú Hoài Nhân, Mã Song.

## Tiểu sử
Joseph Marchand sinh ra ở Passavant, thuộc tỉnh Doubs của Pháp. Ở tuổi 25, ông gia nhập Hội Thừa sai Paris với mục tiêu chính là để truyền giáo cho các quốc gia ở Châu Á.

## Truyền giáo
Đến Nam Kỳ, cha Marchand được học tiếng Việt, lấy tên Việt là Du và chăm sóc mục vụ cho các tín hữu Việt Nam tại Phnôm Pênh.
Theo Đại Nam thực lục: Đinh hợi, năm Minh Mệnh thứ 8 [1827], mùa thu, tháng 7, ... Bổ người Tây dương là Phú Hoài Nhân làm Chánh thất phẩm thông dịch ty Hành nhân, Tây Hoài Hoa và Tây Hoài Hóa [vốn tên là Liên] làm Tòng thất phẩm thông dịch ty Hành nhân, mỗi tháng cấp cho mỗi người 20 quan tiền, 4 phương gạo lương, 1 phương gạo trắng, sai phủ Thừa Thiên trông coi, cấm không được ra ngoài dạy học trò để truyền giáo (Bọn Hoài Nhân đều là tên họ vua cho).
Sau một thời gian, cha Marchand - Du chuyển về phụ trách nhóm chủng sinh tại Lái Thiêu và 25 giáo họ, với khoảng 7000 tín đồ.
Sau chiếu chỉ cấm đạo của vua Minh Mạng ngày 06-01-1833, Đức cha Tabert - Từ, cha Cuenot - Thể và các thừa sai dẫn theo chủng sinh trốn qua Thái Lan. Chỉ mình cha Du nhất quyết ở lại, ẩn tránh ở miền Lục tỉnh, giúp các họ Cái Nhum, Cái Mơn, Bãi Xan, Giồng Rùm và trú ngụ tại Mặc Bắc, Vĩnh Long.

## Tử đạo

Joseph Marchand Du bị xử bá đao.

Năm 1833, ông tham gia cuộc nổi dậy do Lê Văn Khôi, con nuôi của cố Tổng đốc Lê Văn Duyệt, chỉ huy. Khôi thề sẽ lật đổ Hoàng đế Minh Mạng và thay thế ông bằng An Hòa, con trai của người anh quá cố Minh Mạng Nguyễn Phúc Cảnh, cả hai đều là người Công giáo. Họ nhanh chóng chiếm lấy Thành Bát Quái trong một cuộc nổi dậy kéo dài hai năm.
Khi cố thủ thành Phiên An, ông được giao quản lý 1 trong 6 con voi chiến trong thành và là trưởng giáo đạo Gia Tô, lãnh đạo nhóm người theo đạo.
Ngày 8 tháng 9 năm 1835, ông bị bắt khi mới cử hành xong thánh lễ, bị đánh đập và nhốt vào cũi.
Ngày 15 tháng 10 năm 1835, ông bị bắt đóng cũi và giải về kinh thành Huế. Ngày 30 tháng 11, ông bị xử lăng trì, trở thành một vị tử đạo Công giáo.

Theo Thực lục:
Ất Mùi, Minh Mệnh năm thứ 16 [1835], mùa đông, tháng 10... Bắt đầu làm lễ nhận tù binh... Hôm ấy là ngày Bính Dần... đem quân và voi áp giải 5 tên nghịch phạm là Lê Bá Minh, Lưu (Hằng) Tín, Đỗ Văn Dự và nghịch Du tên là Mã Song, tức Phú Hoài Nhân, cùng con nghịch Khôi là Lê Văn Viên đến pháp trường ở đồng phía nam, xử tội lăng trì: trăm dao xẻo thịt cho chết rồi cắt lấy đầu, cùng bêu đầu nghịch Khôi, nghịch Chẩm treo lên sào cao, bêu ở các chợ ngoại thành 3 ngày. Còn đầu các nghịch Minh, nghịch Tín, nghịch Dự và Văn Viên trước hãy giã nhỏ, cho vào hố xí. Đầu nghịch Khôi, nghịch Chẩm, nghịch Du đưa khắp đến các địa phương từ Quảng Trị ra Bắc, Quảng Nam vào Nam, cũng treo lên sào cao bêu 3 ngày, rồi đưa về chỗ địa phương mà chúng đã phạm tội giã nhỏ, cho vào hố xí.
Marchand được Giáo hoàng Gioan Phaolô II tuyên thánh năm 1988. Ngày lễ của ông là ngày 30 tháng 11 và ngày lễ chung của ông với các Thánh tử đạo Việt Nam là ngày 24 tháng 11. Trong chỉ dụ cấm đạo của Minh Mạng, lời khai của ông bị trích dẫn (có thể bị làm sai):
Ất Mùi, Minh Mệnh năm thứ 16 [1835], mùa đông, tháng 12. Định rõ điều lệ cấm chỉ tà giáo Tây dương. Tả phó đô ngự sử viện Đô sát Phan Bá Đạt tâu nói: “Tà giáo Tây dương làm say đắm lòng người, thực là một đạo kiệt hiệt hơn hết trong các đạo dị đoan. Bấy nay nhiều lần được răn dạy cặn kẽ huỷ bỏ nhà thờ, cấm họp giảng đạo. Có kẻ trót theo đạo ấy, nay đã thực lòng hối cải đều được cho đổi mới rồi. Đó là muốn cho mọi người lặng lẽ cảm hoá, thay đổi dần dần. Sau đó, năm Minh Mệnh thứ 14 [1833] thành Phiên An cũ nổi biến, có đạo trưởng người Tây tên là Mã Song, đồng loã với nghịch Khôi, ngầm thông với giặc Xiêm, tập hợp đồ đảng theo đạo Gia Tô, cố giữ cô thành, chống cự quan quân, lâu đến 3 năm ! Đến ngày hạ thành, bị đóng cũi giải về Kinh, Mã Song khai rằng thầy thuốc nước hắn, nhân người sắp chết, khoét lấy con mắt, phơi khô, hợp với hai vị a - nguỵ và nhũ hương, tán nhỏ chế thuốc, trị bệnh ho đờm. Lại, tục truyền rằng tà giáo Tây dương thường khoét mắt người, và cho 1 trai, 1 gái, ở chung một nhà có tường ngăn cách, lâu ngày động tình dục, nhân đấy rập cho chết bẹp, lấy nước [xác chết đó] hoà làm bánh [thánh], mỗi khi giảng đạo, cho mọi người ăn, khiến cho mê đạo không bỏ được. Cả đến người theo đạo, khi trai, gái lấy vợ lấy chồng, thì đạo trưởng đem người con gái vào nhà kín, với danh nghĩa là giảng đạo, thực là là để dâm ô. Như vậy thật không thể không mạnh bạo trừ tuyệt và nghiêm khắc trừng trị. Trước đây, đạo trưởng Tây dương đáp thuyền người nhà Thanh đến nước ta, ngầm trốn ở các địa phương như tên nghịch Song, tưởng còn có nhiều. Những địa phương mà bọn chúng ở đều bị truyền bá tả đạo để mê hoặc lòng người, có quan hệ đến phong hoá không nhỏ. Kính xét trong thiên “Vương chế”, Kinh Lễ có nói : “Theo tả đạo làm loạn chính sự thì phải giết”. Điều luật nước ta có nói : “Những thuật tả đạo, xúi giục mê hoặc nhân dân, kẻ đứng đầu thì bị giảo giam hậu” Thế thì tà giáo thực là theo đạo mà “Vương chế” không bao dung, mà xưa nay phải trừ bỏ hẳn. Nay xin tham bác châm chước theo Lễ và Luật, định rõ điều cấm, khiến cho người ta biết sự răn chừa, ngõ hầu mới dập tắt được dị đoan, giúp cho chính đạo lưu hành, mà thiên hạ cùng theo thói tốt”.